# Montgomeryite
La montgomeryite (simbolo IMA: Mgm) è un raro minerale del gruppo della calcioferrite all'interno del quale si trova nel sottogruppo della montgomeryite; appartiene alla famiglia minerale dei "fosfati, arseniati e vanadati" e possiede composizione chimica Ca4MgAl4(PO4)6(OH)4 • 12H2O.

## Etimologia e storia
La montgomeryite prende il nome da Arthur Montgomery (1909 - 1999), mineralogista statunitense e professore di geologia presso il Lafayette College di Easton (Pennsylvania, Stati Uniti), che raccolse il primo esemplare di questo minerale.

## Classificazione
La classica nona edizione della sistematica dei minerali di Strunz, aggiornata dall'Associazione Mineralogica Internazionale (IMA) fino al 2009, la montgomeryite è elencata nella classe "8. Fosfati, arseniati, vanadati" e nella sottoclasse "8.D Fosfati, ecc. con anioni aggiuntivi, con H2O"; questa viene ulteriormente suddivisa in base alla dimensione dei cationi presenti e alla composizione del minerale, in modo tale che la montgomeryite possa essere trovata nella sezione "8.DH Con cationi di media e grande dimensione, (OH, ecc.):RO4 < 1:1" dove insieme a kingsmountite, zodacite e calcioferrite forma il sistema nº 8.DH.25.
Tale classificazione viene mantenuta anche nell'edizione successiva, proseguita dal database "mindat.org" e chiamata Classificazione Strunz-mindat; qui nella sezione 8.DH.25 si aggiunge, oltre ai minerali già citati, anche la fanfaniite.
Nella Sistematica dei lapis (Lapis-Systematik) di Stefan Weiß la montgomeryite si trova nella classe dei "fosfati, arseniati e vanadati" e nella sottoclasse dei "fosfati idrati, con anioni estranei"; qui è nella sezione dei "cationi medi e molto grandi: Al-Mg e Ca-Na-K; gruppo della montgomeryite" dove forma il sistema nº VII/D.31 insieme a kingsmountite, calcioferrite e zodacite.
Anche la classificazione dei minerali secondo Dana, usata soprattutto nel mondo anglosassone, elenca la montgomeryite nella famiglia dei "fosfati, arseniati e vanadati"; qui è nella classe dei "fosfati idrati ecc., con idrossile o alogeno" e nella sottoclasse dei "fosfati idrati ecc., con idrossile o alogeno con (AB)4(XO4)3Zq • x(H2O)" dove il minerale forma il "gruppo della montgomeryite" con il numero di sezione 42.11.08 insieme a kingsmountite, calcioferrite e zodacite.

## Abito cristallino
La montgomeryite cristallizza nel sistema monoclino nel gruppo spaziale C2 (gruppo nº 5) con le costanti di reticolo a = 10,02 Å, b = 24,12 Å, c = 6,24 Å e β = 91,55°, oltre ad avere 2 unità di formula per cella unitaria.
La struttura della montgomeryite è costituita da catene di ottaedri Al-O a loro volta legate lungo l'asse c con equivalenti catene di tetraedri PO4 tali da formare degli strati di ottaedri e tetraedri paralleli al piano di sfaldatura {010}.
Tra questi strati si posizionano gli ottaedri MgO6 e i poliedri CaO8. I legami più forti risultano essere quelli formati all'interno dagli strati di ottaedri Al-O e tetraedri PO4.

## Origine e giacitura

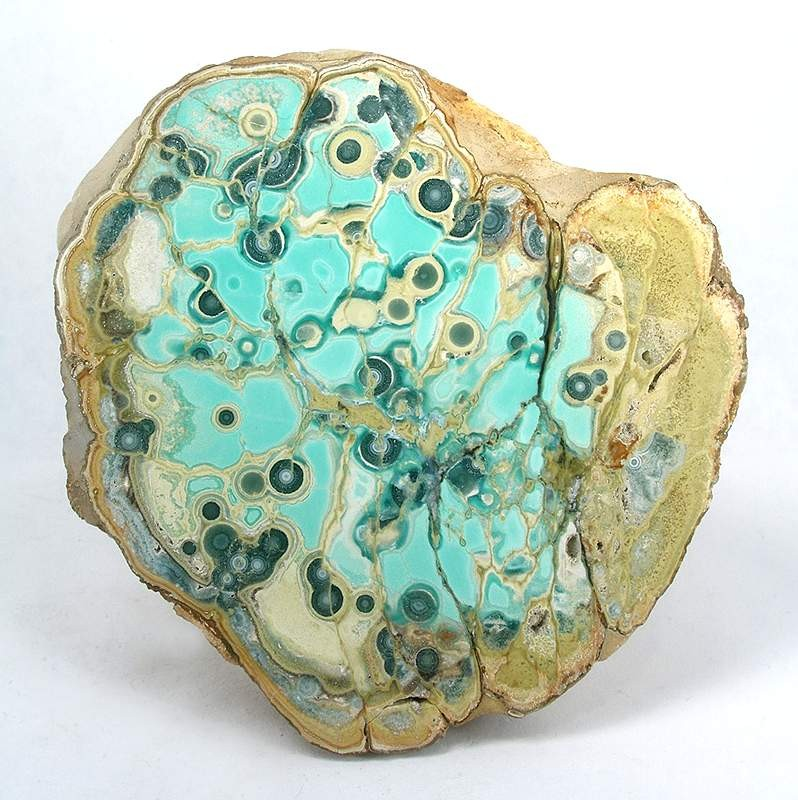
Nodulo di fosfato: il verde brillante è variscite con una grande quantità di crandallite color giallo canarino e un po' di wardite grigia presente attorno al nucleo verde. I cerchi verde scuro sono montgomeryite. Esemplare proveniente da Fairfield, Utah (Stati Uniti)

La montgomeryite è stata trovata in noduli fosfatici sedimentari o in minerali tardivi sempre all'interno di noduli fosfatici altamente ossidati in pegmatiti granitiche; la paragenesi è, a seconda del luogo di ritrovamento, con crandallite, englishite, gordonite, variscite e wardite (per campioni trovati a Fairfield,nello Utah, Stati Uniti) oppure con fairfieldite mitridatite, trifilite, rockbridgeite–frondelite, robertsite, whitlockite, carbonato-apatite ed englishite (per campioni proveniente dal Dakota del Sud, Stati Uniti).
La montgomeryite non è un minerale comune ed è stato ritrovato solo in una manciata di siti sparsi per il mondo. La località tipo è il "Clay Canyon" presso Fairfield (nello Utah), ma è stata trovata anche in altri siti statunitensi negli Stati del Nevada e della Dakota del Sud.
In Italia la montgomeryite è stata trovata a Villaputzu (Sardegna) e presso Castellammare del Golfo (Toscana).
Altri ritrovamenti negli Stati di Israele, Marocco, Australia, Brasile e Capo Verde; in Europa si ricordano siti in Francia (Sarlat-la-Canéda, Nuova Aquitania), Austria (Sankt Peter-Freienstein, in Stiria) e Germania (Zwiesel, Heppenheim, Lahnau e Messel) solo per citarne alcuni.

## Forma in cui si presenta in natura
La montgomeryite si presenta come listelli, appiattiti su {010} e allungati e striati lungo [001], che terminano con piramidi, di dimensioni fino a 5 mm.

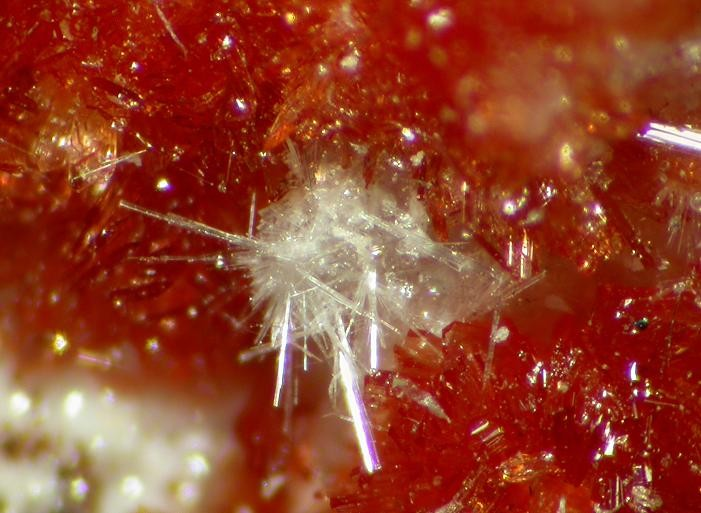
Celle aciculari di tiptopite su montgomeryite rossa (Dakota del Sud)

Il minerale, da trasparente a traslucido, mostra lucentezza vitrea; il colore varia da verde scuro a verde chiaro, ma è anche incolore, rosso o giallo, mentre il colore del suo striscio è bianco.